# マルトノマ郡 (オレゴン州)
マルトノマ郡 (英: Multnomah County) は、アメリカ合衆国オレゴン州にある郡。郡庁所在地でありオレゴン州最大の都市、ポートランド市を含むため面積は最小であるが最多の人口を有する。郡名の「マルトノマ」は19世紀にルイス・クラーク探検隊が出遭ったムルクノマン族 (Mulknoman) からつけられた。マルトノマ (Multnomah) は川を下るという意味である、nematlnomaq がなまった可能性もある。郡の人口は81万5428人（2020年）である。

## 歴史
マルトノマ郡は1854年12月22日に設立された。ここはオレゴン準州の中に設立された13番目の郡であった。
マルトノマ郡政府は2004年3月に同性結婚を公式に認可し、世界的に報道された。地元では世界中のメディアが郡名を正しく発音しないことでジョークの話題になった。郡内のビジネスや観光関係者はゲイ結婚式をチャンスと捉えて「結婚ツーリズム」を誘致するに努めたが、後にオレゴン州マルトノマ郡巡回裁判所が同性結婚を停止命令したため、ゲイ、レズビアンの結婚ブームは長続きしなかった。
郡会は公選された5名の委員(County Commissioners)によって行われている。5名のうち議長(County Chair)は互選され、郡議会の運営とともに郡の行政長官の役割も務める。現在の郡委員はジェフ・コウゲン（Jeff Cogen, 議長）、 デボラ・カフリー  (Deborah Kafoury)、 バーバラ・ウィラー (Barbara Willer)、 ジュディー・シップラック (Judy Shiprack)、 そしてダイアン・マキール (Diane McKeel)。　郡政府はオレゴン州憲法と地方自治法に基づき未市政化地域の一般行政を司るとともに、郡下における社会福祉、公衆衛生、住民登記（出生、死亡、結婚）、選挙管理と郡立図書館の運営を行う。

## 地理
アメリカ合衆国統計局によると、郡の総面積は1,206 km2 (466 mi2) である。このうち1,127 km2 (435 mi2) が陸地で79 km2 (30 mi2 or 6.53%) が水地域である。
ポートランド市および近郊のベッドタウン、グレシャム市 (Gresham)、フェアビュー市 (Fairview)、トラウトデール市 (Troutdale)、メイウッドパーク市 (Maywood Park)、ウッドヴィレッジ市 (Wood Village) 、ミルウォーキー市 (Milwaukie) 、及びレイク・オスウィゴ市 (Lake Oswego) の一部（両市の大半は隣のクラカマス郡にあるが、一部はマルトノマ郡 (オレゴンでは複数の郡にまたがる自治体もある) に含まれる。

## 人口動静
2000年国勢調査で、この郡は人口660,486人、272,098世帯、及び152,102家族が暮らしている。人口密度は586/km2 (1,518/mi2) である。256/km2 (663/mi2) の平均的な密度に288,561軒の住宅が建っている。この郡の人種的な構成は白人79.16%、アジア5.70%、アフリカン・アメリカン5.67%、先住民1.03%、太平洋諸島系0.35%、その他の人種4.03%、及び混血4.07%である。人口の7.51%はヒスパニックまたはラテン系である。

2000年国勢調査に基づくマルトノマ郡の人口ピラミッド

この郡内の住民は22.30%が18歳未満の未成年、18歳以上24歳以下が10.30%、25歳以上44歳以下が33.80%、45歳以上64歳以下が22.50%、及び65歳以上が11.10%にわたっている。中央値年齢は35歳である。女性100人ごとに対して男性は98.00人である。18歳以上の女性100人ごとに対して男性は96.10人である。
この郡の世帯ごとの平均的な収入は41,278米ドルであり、家族ごとの平均的な収入は51,118米ドルである。男性は36,036米ドルに対して女性は29,337米ドルの平均的な収入がある。この郡の一人当たりの収入 (per capita income) は22,606米ドルである。人口の12.70%及び家族の8.20%は貧困線以下である。全人口のうち18歳未満の15.40%及び65歳以上の9.80%は貧困線以下の生活を送っている。

## 教育
マルトノマ郡政府は学校教育を直接管理していない。郡下には6の公立学校区があり、各学区ごとに公選された学区役員会が小中高校を独立管理運営し、またその費用のため固定資産税を学区内の住民より徴収する。
ポートランド公立学校 (Portland Public Schools) は主にポートランド西部と中東部を管轄する。同公立学区のマグネット・スクールの一つに、全米でも数少ない幼・小・中・高一貫の日本語イマージョン・プログラムがある。ベンソン工業高等学校を除き、高校はすべて昔のアメリカ大統領にちなんで名づけられている。ポートランド市東部はパークローズ公立学校区 (Parkrose School District) および、センテニアル公立学校区 (Centenial School District) がある。グレッシャム、フェアヴュー、ウッドヴィレッジ、トラウトデール各市はバーロウ公立学校区 (Barlow School District)。マルトノマ郡東部山間部はコーベット公立学校区 (Corbett School District) の管轄。また、郡南西部の一部はリバーデール公立学校区 (Riverdale School District)。
その他マルトノマ郡下には州立大学 (Portland State University)、2つの公立短期大学 (Portland Community College, Mount Hood Community College)と13の私立大学 (University of Portland, Concordia University-Portland, Cascade College, Warner Pacific College, Reed College, Multnomah University, Western Seminary, Portland Bible College, North Portland Bible College,  Portland Institute of Contemporary Art, Art Institute of Portland, Le Cordon Bleu College of Culinary Arts)がある。
郡立図書館は1864年に「ポートランド図書館協会」(Library Association of Portland) として設立され、ミシシッピ川以西のアメリカでは最古の公共図書館として知られている。現在郡立図書館はポートランド都心の中央図書館に加えて、ポートランド、グレッシャム、フェアヴュー、トラウトデール市に19の分館(4中核図書館:Midland, Gresham, Hollywood, Hillsdale、15の近隣図書館:Albina, Belmont, Capitol Hill, Fairview-Columbia, Gregory Heights, Holgate, Kenton, North Portland, Northwest, Rockwood, Sellwood-Moreland, St. Johns, Troutdale, Woodstock)を運営している。

## 経済

### ツーリズム
オレゴンの絵葉書や、観光ポスター等のマルトノマ滝は郡東部のブライダル・ヴェイル (Bridal Veil) に位置し、州間高速道路84号西線の31番出口の近くにある。ポートランド都心部からは自動車で約45分程度である。

### 主要な高速道路
- 州間高速道路5号線
- 州間高速道路84号西線
- 州間高速道路205号線
- 州間高速道路405号線
- 国道26号線
- 国道30号線
- 国道99号線

## 都市と町
- ポートランド（郡庁所在地）
- グレシャム
- フェアビュー Fairview
- メイウッドパーク Maywood Park
- トラウトデール Troutdale
- ウッドヴィレッジ Wood Village
- レイク・オスウィーゴ（一部のみ。大部分はクラカマス郡に属する。）

### 非法人地域
- コーベット Corbett
- ダンソープ Dunthorpe

関連項目：ポートランドの地区一覧（英語）

### 公式
- Multnomah County （英語）
- Information on Same-Sex Marriage （英語）
- マルトノマ郡立図書館 （英語）
- マルトノマ郡立図書館 （スペイン語）
- マルトノマ郡立図書館蔵書検索カタログ （英語）
- オレゴン州第四司法区マルトノマ郡巡回裁判所 （英語）
- マルトノマ郡公安本部 （英語）
- マルトノマ郡公衆環境保健部 （英語）
- マルトノマ郡地方検察局 （英語）
- マルトノマ郡選挙管理部 （英語）
- マルトノマ郡の橋 （英語）
- マルトノマ教育サービス広域組合 （英語）
- 西マルトノマ土壌水源管理広域組合 （英語）
- 東マルトノマ土壌水源管理広域組合 （英語）

### その他
- マルトノマ郡の歴史（英語）
- マルトノマ郡の風景（英語）
- マルトノマ郡土地利用図の検索（英語）
- 連邦林野局コロンビア渓谷国立景勝公園マルトノマ・フォールズ（英語）